# Gruppo di NGC 1947
Il Gruppo di NGC 1947 comprende tre galassie situate nella costellazione del Dorado.

## Descrizione
La distanza media tra il centro di massa di questo gruppo e la nostra Via Lattea è di circa 61 milioni di anni luce (18,7 Mpc).

## Membri
Nella tabella sottostante sono riportati i tre membri del gruppo indicati sul sito "Un Atlas de l'Univers"» creato da Richard Powell.
| Nome     | Classificazione | Tipo            | RA (J2000.0)  | DEC (J2000.0) | Velocità radiale (km/s) | Magnitudine apparente | Distanza (Mpc) | Dimensioni (kal) |
| -------- | --------------- | --------------- | ------------- | ------------- | ----------------------- | --------------------- | -------------- | ---------------- |
| NGC 1892 | Scd:            | Spirale         | 05h 17m 09.0s | -64° 57′ 35″  | 1363 ± 2                | 12,2                  | 20,8 ± 1,5     | 63               |
| NGC 1947 | S0- pec         | Lenticolare     | 05h 26m 47.6s | -63° 45′ 36″  | 1100 ± 24               | 10,7                  | 17,0 ± 1,2     | 75               |
| NGC 2082 | SAB(rs+)c       | Spirale barrata | 05h 41m 51.1s | -64° 18′ 04″  | 1184 ± 6                | 12,1                  | 18,4 ± 1,3     | 33               |

Il sito DeepskyLog permette di trovare agevolmente le costellazioni in cui sono situate le galassie; in alternativa si possono utilizzare le coordinate delle galassie per individuarle. Se non altrimenti indicato, le coordinate sono quelle fornite dal sito NASA/IPAC (National Aeronautics and Space Administration / Infrared Processing and Analysis Center).